# Wilhelm Haarmann
Pour les articles homonymes, voir Haarmann.
Gustav Ludwig Friedrich Wilhelm Haarmann (né le 24 mai 1847 à Holzminden en duché de Brunswick et décédé le 6 mars 1931 à Höxter en province de Westphalie) est un chimiste allemand qui en commun avec Ferdinand Tiemann réalise la première synthèse de la vanilline en 1874 à partir de coniférine extraite de la résine d’épicéa.
Grâce à sa collaboration avec Karl Reimer, Haarmann utilisa l'eugénol pour synthétiser la vanilline.
En 1874 il fonde sa société homonyme qui est restée un des vecteurs industriels de la parfumerie et de l'industrie agro-alimentaire. En 1891, Tiemann développe un procédé pour transformer l'eugénol en isoeugénol pour obtenir de la vanilline avec un coût moindre de production.
En 1893 il dépose le brevet de la fabrication d'ionone, molécule à parfum de violette.